# Cynthia McWilliams
Cynthia Kaye McWilliams (Berlín, Alemania; 15 de enero de 1982) es una actriz estadounidense, conocida por sus actuaciones en las series de televisión Real Husbands of Hollywood, Prison Break y Nashville.

## Vida y carrera
Cynthia Kaye McWilliams nació en Berlín, Alemania, pero se mudó a Estados Unidos, allí, se crio principalmente en Kansas City, Kansas. Se graduó de The Theatre School en la Universidad DePaul en Chicago y luego se mudó a Los Ángeles, California. En 2005, Cynthia Kaye McWilliams consiguió el papel recurrente de Kacee Franklin, la esposa de C-Note, en la serie dramática de Fox, Prison Break. Al año siguiente, apareció en la película The Lake House y luego coprotagonizó las películas independientes Of Boys and Men y One Small Hitch.
En 2011, Cynthia Kaye McWilliams coprotagonizó la serie de drama criminal de Fox de corta duración, The Chicago Code como Lilly Beauchamp. Tuvo un papel de voz como Misty Knight en el videojuego Marvel Heroes del 2013. En 2013, comenzó a aparecer en el papel recurrente de la abogada Trina Shaw en la serie de comedia de BET, Real Husbands of Hollywood. En 2015, después de una década de interpretar papeles secundarios, Cynthia Kaye McWilliams ganó el papel principal en el drama piloto de NBC, Love Is a Four Letter Word.
En 2015, Cynthia Kaye McWilliams coprotagonizó el videojuego Halo 5: Guardians como Spartan Holly Tanaka.

## Filmografía
| Año             | Título                        | Rol                                                                       | Notas                                              |
| --------------- | ----------------------------- | ------------------------------------------------------------------------- | -------------------------------------------------- |
| 2005-2007       | Prison Break                  | Kacee Franklin                                                            | 8 episodios                                        |
| 2006            | The Lake House                | Vanessa                                                                   |                                                    |
| 2008            | Family Practice               | Michelle Bernello                                                         | Piloto de televisión                               |
| 2008            | Of Boys and Men               | Jori                                                                      |                                                    |
| 2011            | The Chicago Code              | Lilly Beauchamp                                                           | 7 episodios                                        |
| 2011            | Herd Mentality                | Melody Crowder                                                            | Piloto de televisión                               |
| 2013            | One Small Hitch               | Risa                                                                      |                                                    |
| 2013            | Love Will Keep Us Together    | Bren                                                                      | Película de televisión                             |
| 2013            | Marvel Heroes                 | Misty Knight (voz)                                                        | Videojuego                                         |
| 2013-2016       | Real Husbands of Hollywood    | Trina Shaw                                                                | 42 episodios                                       |
| 2014            | In God's Hands                | Vivica                                                                    | Película de televisión                             |
| 2014            | Almost Home                   | Shannon                                                                   | 4 episodios                                        |
| 2014            | The Exes                      | Leila                                                                     | Episodio: «Bachelor Party»                         |
| 2014            | Survivor's Remorse            | Eva Robles                                                                | Episodios: «Out of the Past» y «Six»               |
| 2014            | The Amazing Spider-Man 2      | Varios (voz)                                                              | Videojuego                                         |
| 2014, 2016-2017 | Clarence                      | Cajera, Niñita, Narradora, Persona Incidental (voces)                     | 4 episodios                                        |
| 2015            | Love Is a Four Letter Word    | Julie                                                                     | Piloto de televisión                               |
| 2015            | Surviving...                  | Shayla                                                                    | Episodio: «Beginning of the End»                   |
| 2015            | We Bare Bears                 | Operador del 911, oficial del parque, camarera, voces adicionales (voces) | 2 episodios                                        |
| 2015            | Halo 5: Guardians             | Holly Tanaka (actuación de captura de voz y movimiento)                   | Videojuego                                         |
| 2015            | Nashville                     | Gabriella Manning                                                         | 7 episodios                                        |
| 2016            | Bilal                         | Hamama                                                                    | Película animada                                   |
| 2017            | The New Edition Story         | Sherry Carter                                                             | Miniserie, parte 3 de 3                            |
| 2018-2019       | Prince of Peoria              | Regina Jackson                                                            | Serie de televisión de Netflix                     |
| 2018-2021       | Bosch                         | Joan Bennett                                                              | Serie de televisión de Amazon Prime                |
| 2018            | Far Cry 5                     | Resistance Soldier (voz)                                                  | Videojuego                                         |
| 2018            | State of Decay 2              | Keesha Green (voz)                                                        | Videojuego                                         |
| 2020            | Upside Down Magic             | Profesora Argon                                                           | Película original de Disney Channel                |
| 2020            | Tell Me Why                   | Officer Wilson / Kendra Harris-Guidry                                     | Videojuego                                         |
| 2020            | VALORANT                      | Locutora (voz)                                                            | Videojuego                                         |
| 2021            | What If...?                   | Gamora (voice)                                                            | Episodio: «What If... the Watcher Broke His Oath?» |
| 2022            | The Last Days of Ptolemy Grey | Sensia                                                                    | Rol principal                                      |
| 2022            | Bosch: Legacy                 | Joan Bennett                                                              | 2 episodios                                        |
| 2023            | Hard Miles                    | Haddie                                                                    | Rol principal                                      |